# Liste neuseeländischer Schriftsteller
Zu den Autoren, die zur neuseeländischen Literatur beigetragen haben, zählen:

## A
- Fleur Adcock
- Pip Adam
- Rewi Alley
- Barbara Anderson

## B
- Hinemoana Baker
- Murray Ball
- David Ballantyne
- Mary Anne Barker (Lady Barker)
- James K. Baxter
- Bernard Beckett
- Ursula Bethell
- Jenny Bornholdt
- Alix Bosco
- Philippa Boyens
- Thomas Bracken
- William Brandt
- Charles Brasch
- Errol Brathwaite

## C
- Alistair Campbell
- Marcus Campbell
- Meg Campbell
- Jane Campion
- Niki Caro
- Eleanor Catton
- Catherine Chidgey
- Paul Cleave
- Craig Cliff
- Hugh Cook
- Tim Corballis
- Joy Cowley
- Nigel Cox
- Barry Crump
- Allen Curnow

## D
- Dan Davin
- Lynley Dodd
- Alfred Domett
- Joan Druett
- Marilyn Duckworth
- Tessa Duder
- Alan Duff
- Eileen Duggan
- Maurice Duggan
- Kate Duignan

## E
- Stevan Eldred-Grigg
- Barbara Else
- Barbara Ewing

## F
- Jaqueline Fahey
- Fiona Farrell-Poole
- Roderick David Finlayson
- Janet Frame

## G
- Pauline Gedge
- Maurice Gee
- Alice Esther Glen
- Denis Glover
- Patricia Grace

## H
- Roger Hall
- Craig Harrison
- David Hill
- Keri Hulme
- Sam Hunt
- Robin Hyde

## I
- Witi Ihimaera

## J
- Peter Jackson
- Annamarie Jagose
- Andrew Johnston
- Lloyd Jones
- Sherryl Jordan
- Rupert Julian

## K
- Michael King
- Shonagh Koea

0  

## L
- John A. Lee
- George Leitch
- Elsie Locke
- Edith Joan Lyttleton

## M
- Margaret Mahy
- Tina Makereti
- Bill Manhire
- Frederick Edward Maning
- Phillip Mann
- Katherine Mansfield
- Juliet Marillier
- Ngaio Marsh
- Owen Marshall
- Bruce Mason
- Kirsten McDougall
- Greg McGee
- Cilla McQueen
- Anthony McCarten
- Linda McNabb
- Ian Middleton
- O. E. Middleton
- Pérrine Moncrieff
- Count Geoffrey Potocki de Montalk
- Stephanie de Montalk
- Ronald Hugh Morrieson
- John Mulgan

## N
- Andrew Niccol

## O
- Vincent O’Sullivan

## P
- Bill Pearson
- Brent Pope

0  

## R
- Amber Reeves
- William Pember Reeves

0  

## S
- Frank Sargeson
- Duncan Sarkies
- William Satchell
- Mary Scott
- Maurice Shadbolt
- Keith Sinclair
- John Sligo
- Alex Staines
- Christian Karlson Stead
- Jacqui Sturm

## T
- Alice Tawhai
- Anna Taylor
- Philip Temple
- Mervyn Thompson
- Simon Travaglia
- Brian Turner
- Hone Tuwhare

## V
- Noel Virtue
- Julius Vogel

0  

## W
- Fran Walsh
- Darryl Ward
- Vincent Ward
- Ian Wedde
- Peter Wells
- Albert Wendt
- Cherry Wilder (Cherry Barbara Grimm)
- Damien Wilkins